# Момчило Поповић (издавач)
Момчило Поповић (Крушевац, 3. децембар 1911 — Београд,  26. октобар 1990) био је српски издавач, просветни и културни радник, оснивач и директор београдског издавачког предузећа „Вук Караџић“.

## Биографија
Момчило Поповић потиче из породице судског чиновника. Завршио је Учитељску и Вишу педагошку школу у Београду. Од 1936. до 1941. године службовао је као учитељ по селима Србије.
У Краљевини Југославији је припадао напредним левичарски опредељеним просветним радницима. Други светски рат провео је у заробљеништву, у Немачкој, где се са групом идеолошки опредељених патриота (међу којима су били ствараоци као што су Исак Амар или Ото Бихаљи Мерин, потоњи аутор предузећа „Вук Караџић“)  залагао за циљеве Народноослободилачке борбе.
По окончању рата  радио је у сектору просвете у Великој Плани, Гроцкој и Београду. Био је секретар Синдиката просветних радника Београда и начелник Кадровског одељења Савеза земљорадничких задруга Србије.
Близак народу, схватајући рад у просвети и култури као своју вокацију и мисију, љубитељ књиге, већ 1949. определио се за издавачку делатност: преузео је функцију директора „Задружне књиге“, а потом предузећа за издавање уџбеника „Знање“, да би 1954. обновио предратно издавачко предузеће „Нолит“, које настаје фузијом „Знања“ и „Новог поколења“.
Године 1956. постаје директор куће „Савремена школа“, које 1972. мења име у „Вук Караџић“, на чијем ће челу Поповић испољити рефлекс за аутентичне духовне и културне потребе Србије и Југославије остварујући низ издавачких подухвата. Укратко, „Вук Караџић“-  то је  Момчило Поповић, који успева да обогати српску културу  вредним књигама у разним областима. Издањима „Вука Караџића“ припале су многе награде и признања, како ауторима, тако и овој кући.
Пензионисан је 1978. године када му није додељена Вукова награда.

## Издавачки рад
Током 20 година до одласка у пензију Момчило Поповић  је покренуо импозантан број нових едиција: „Микрокозма“, „Школска библиотека“, „Марко Поло“, „Социолошка библиотека“, „Свет науке и технике“, „Коло“, „Зодијак“, „Техничка помоћ“ и др.. Директор и главни уредник  Поповић све више шири спектар издавачких напора – обухвата издавање дела лепе књижевности, научне, политичке, стручне и  литературе намењене деци и омладини (едиције „Ковчежић“, „Звездица“, „Дечји свет“, „Дизниленд“, „Забавни романи“, „Историјски романи“, „Аргус“, маштовите сликовнице, часопис за децу „Змај“).
Капитална дела у издању куће „Вук Караџић“ свакако су:
- Савремена илустрована енциклопедија,
- Нова енциклопедија у боји,  COBISS.SR-ID: 1092621; УДК: 03=861/862; Садржај: 	1 : A - K. - 1977. - 975 str.; 2 : L - Š. - 1978. - Str. 983-1989; Издавач: Beograd : Vuk Karadžić, 1977-1978. (Ljubljana : Mladinska knjiga)[3]
- Уметност,
- Музеји света,
- Атласи знања,
- Општа енциклопедија Ларус, Општа енциклопедија Ларус, COBISS.SR-ID: 192450060, Садржај: 944 str. : ilustr. ; 30 cm; Издавач: Beograd : "Vuk Karadžić" ; Ljubljana : Mladinska knjiga ; Zagreb : Mladost, 1971.;[4]
- Земљописна нема карта Југославије,
- Култура и друштво,
- Руска и совјетска књижевност,
- Рјечник из старина српских, COBISS.SR-ID: 1361927; Садржај: 521 стр. ; 21 cm; Издавач: Београд : "Вук Караџић", 1975.;[5]
- Рубенс (монографија), COBISS.SR-ID: 2315146; УДК: 75.071.1:929 Рубенс П. П. - 75(492)"16"(084.12); Садржај: 153 str. : reprodukcije ; 11 cm; Издавач: Beograd : "Vuk Karadžić", 1977 (Firenca : Giunti); [6]
- Хиландар (монографија), COBISS.SR-ID: 23492620; УДК: 726.7(495); Садржај: 220 стр. : репродукције ; 31 цм; Издавач: Београд : Републички завод за заштиту споменика културе Србије , Југословенска ревија "Вук Караџић", 1978.;
- 20.000 година светског сликарства,
- Медицинска енциклопедија (Ларус), COBISS.SR-ID: 512763797; УДК: 61(031); Садржај: 536 стр. : илустр. ; 27 cm; Издавач: Београд : "Вук Караџић" ; Сарајево : Свјетлост, 1976 (Љубљана Београд : Младинска књига); [7]
- Наивни уметници света, COBISS.SR-ID: 88619783; УДК: 73/75(100)"19"; Садржај: 304 стр. : илустр. ; 33 cm; Издавач: Београд : "Вук Караџић" ; Љубљана : Младинска књига, 1972 (Љубљана : Младинска књига); [8]

Захваљујући Поповићу српска култура је обогаћена многим речницима, специјализованим приручницима, тематским енциклопедијама, публицистичким и есејистичким делима, али и остварењима књижевника (Сабрана дела Исидоре Секулић, фототипско издање Даничићевог Рјечника,  Сабрана дела Душана Баранина, Поезија Васка Попе, Поезија Миодрага Павловића,  Приповетке Ђуре Јакшића,  Поезија Бранка В. Радичевића, и др.).   Међу заступљеним ауторима су, између многих других,  Гогољ, Пушкин, Шекспир, Прешерен, Елиот, Скот, Дикенс, Сјенкјевич, Јонеско, Киплинг, Андерсен, Кјеркегор али исто тако – Миодраг Поповић, Коста Рацин, Бранко Ћопић, Слободан Марковић, Стеван Сремац, Јанко Веселиновић...
Стручна критика истиче издавачке домете куће „Вук Караџић“ међу којима су и многобројна издања документаристичко-истраживачког, научно-популарног и едукативног жанра, као што су она о модерној лингвистици, психоанализи, будизму, књижевности (знаменито дело  професора Радмила Димитријевића „Теорија књижевности“, литерарна студија професора Николе Милошевића „Негативни јунак“ или познато дело Зорана Глушчевића „Мит, књижевност и отуђење“), затим о атомистици,  медицини, култури свакодневног говора, о далеким земљама и народима (путописи).

## Ауторска дела
- Историја српског народа, уџбеник.

## Избор цитата
„Доскорашњи директор `Вука Караџића` својим виспреним и смелим пројектима, подстицајима и отвореношћу за идеје ширег круга сарадника, отворио је пут многим драгоценим међу милионима свезака, великих серија едукативних и популарних, есејистичких, забавних и практично корисних, енциклопедијских и репрезентативно, ликовно штедрих издања. Без њих наша култура би била сиромашнија управо у оним вредностима које својим признањем истиче и подстиче Вукова награда... Књиге `Вука Караџића` захваљујући напорима и инспирацијама ове полетне издавачке организације допрле су до свих слојева читалаца широм наше земље, и то акцијама чији је покретач био Момчило Поповић.“ (Из образложења предлога за Вукову награду, Културно-просветна заједница Србије, 1978.).
„Он није био само успешан организатор и послован човек, већ и  покретач многих иницијатива које су у појединим фазама развоја нашег издаваштва оставиле неизбрисив траг и дале непроцењиве резултате. Као један од покретача копродукције југословенских издавача, поштован као изузетан пословни партнер од многих издавача из Француске, Италије, САД, Совјетског савеза, Холандије, Енглеске и многих других земаља, обогатио је југословенско издаваштво. Низ енциклопедијских издања проистеклих из сарадње са `Ларусом` (Општа енциклопедија у три тома; Нова енциклопедија у два тома; Медицински лексикон у два тома и многа друга), затим богатство издања из области уметности... само су део онога што је покренуто и остварено уз његово непосредно учешће.... Много тога што је Момчило Поповић покренуо и остварио тиче се средишњих токова наше културе и улази у најзначајнија искуства нашег издаваштва.“ (In memoriam, Момчио Поповић, Војин Анчић, "Политика“, 30. октобар 1990.).
„Прича о издавачком предузећу `Вук Караџић` везана је за име Момчила Поповића. Он га уз помоћ друштвене заједнице, основа, даде му име. И стаде да простире своја издања по земљи и белом свету. Шкрт у насловима, али сигуран у свако име које штампа, успео је да створи сигурно предузеће... Велики углед доживеле су библиотеке `Зодијак`, тематика култура и друштво, `Аргус`, есеји домаћих аутора, библиотека за децу `Златна грлица`, нова библиотека Сабраних и Изабраних дела... О писцима се пишу студије. Похвалнице добијају научници. А издавачи, као и онолики зидари, неимари, који свима подигну домове а сами остану без крова, објављују књиге, прослављају златна и гвоздена пера, а нико да их се сети, да их одене у корице, да им захвали, за толики труд, једним обичним записом, једном једином књижицом. У то име и овај запис. Јер, како би писац без издавача. Како би издавач без свог писца. Судбину би морали да поделе. И сваки успех. И неуспех. Због тога ово слово пријатељства и поштовања....“ („Стваралаштво и мировина“, Бранко В. Радичевић, „Борба“, 19. март 1978).